# Letní paralympijské hry 2020
Letní paralympijské hry 2020, oficiálně XVI. letní paralympijské hry (japonsky 第十六回パラリンピック競技大会), se konaly v japonském Tokiu. Slavnostní zahájení proběhlo 24. srpna 2021, ukončení se pak uskutečnilo 5. září 2021.
V souvislosti s pandemií covidu-19 v roce 2020 se objevovaly pochybnosti a diskuze, zdali se letní olympijské hry ve stanoveném termínu a místě uskuteční. Dne 23. března japonský předseda vlády připustil, že by se letní olympijské hry mohly přesunout. Dne 24. března 2020 se japonský předseda vlády dohodl s prezidentem Mezinárodního olympijského výboru, že se letní hry přesunou na rok 2021.
V Tokiu se uskutečnila paralympiáda již podruhé. První paralympijské hry v tomto městě proběhly v roce 1964.

## Kandidátská města

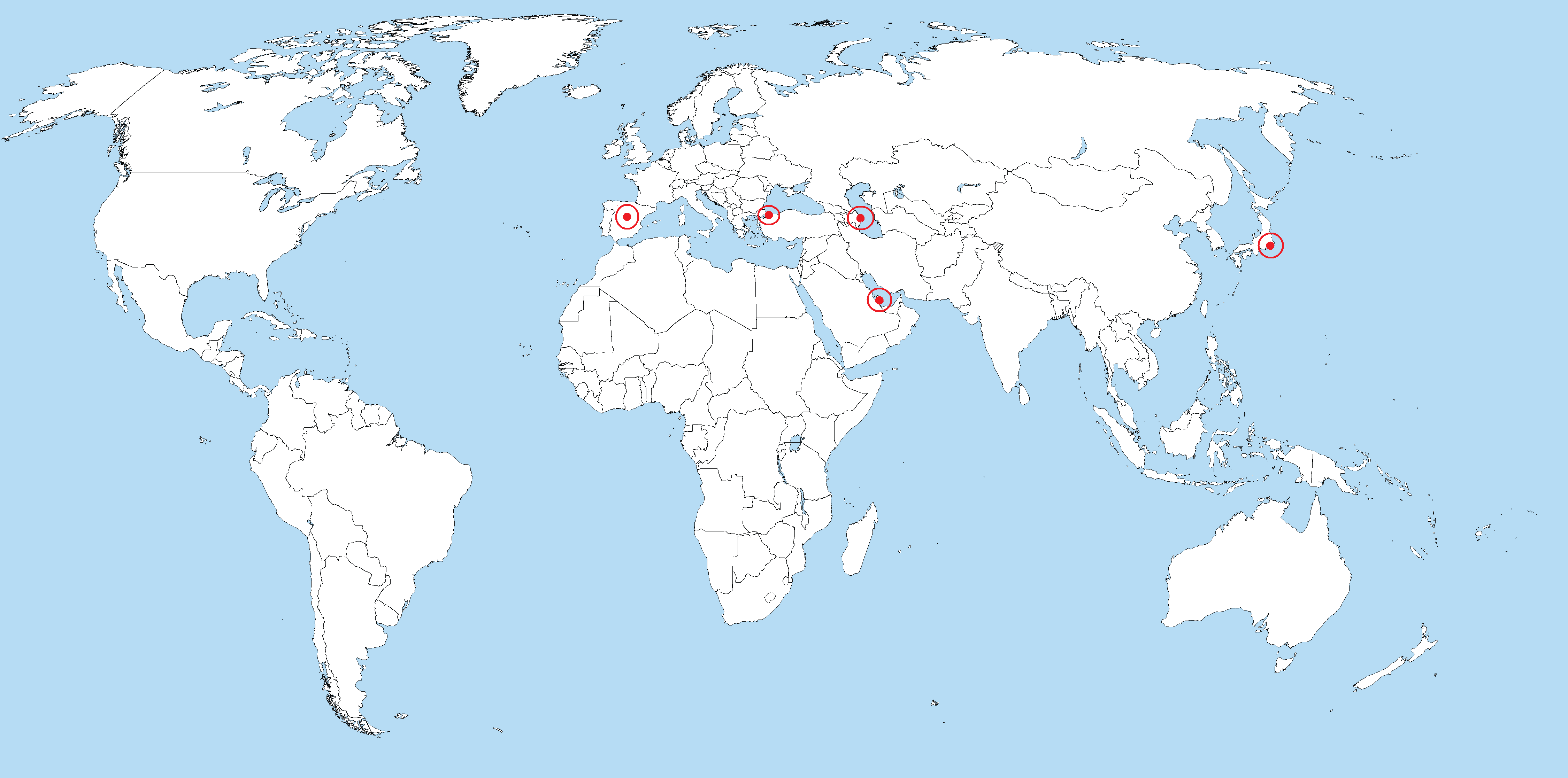
Mapa kandidátů pro Letní olympijské hry 2020

Města, která chtěla hostit Letní paralympijské hry 2020, musela do 1. září 2011 podat kandidaturu. Kandidaturu podaly Tokio, Istanbul, Madrid, Řím, Dauhá a Baku. Řím kandidaturu stáhl poté, co nedostal finanční záruky italské vlády.
Kandidatury měst Baku a Dauhá nebyly povýšeny na oficiální kandidátský status.
Ke konečnému hlasování byl členům Mezinárodního olympijského výboru předložen seznam tří vybraných kandidátů, a to Tokio, Istanbul a Madrid. Členové výboru pak 7. září 2013 na 125. zasedání MOV v Buenos Aires zvolili pořadatelem Tokio. Toto město by tak mělo hostit olympijské hry už podruhé, poprvé to bylo při hrách v roce 1964.
Předem zamítnutí kandidáti
- Baku, Ázerbájdžán
- Dauhá, Katar

| Město    | Země      | 1. kolo | Rozstřel | 2. kolo |
| -------- | --------- | ------- | -------- | ------- |
| Tokio    | Japonsko  | 42      | –        | 60      |
| Istanbul | Turecko   | 26      | 49       | 36      |
| Madrid   | Španělsko | 26      | 45       | –       |

## Olympijská sportoviště

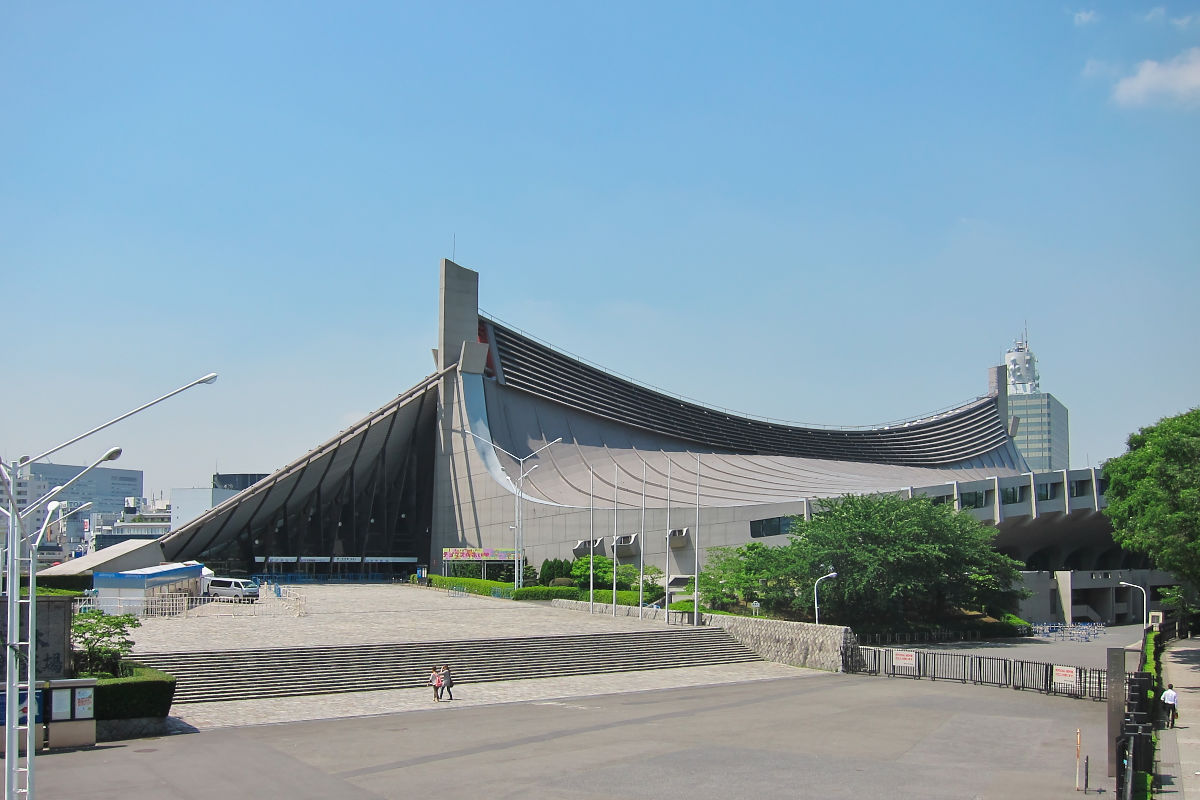
Kokuricu Jojogi kjógidžó

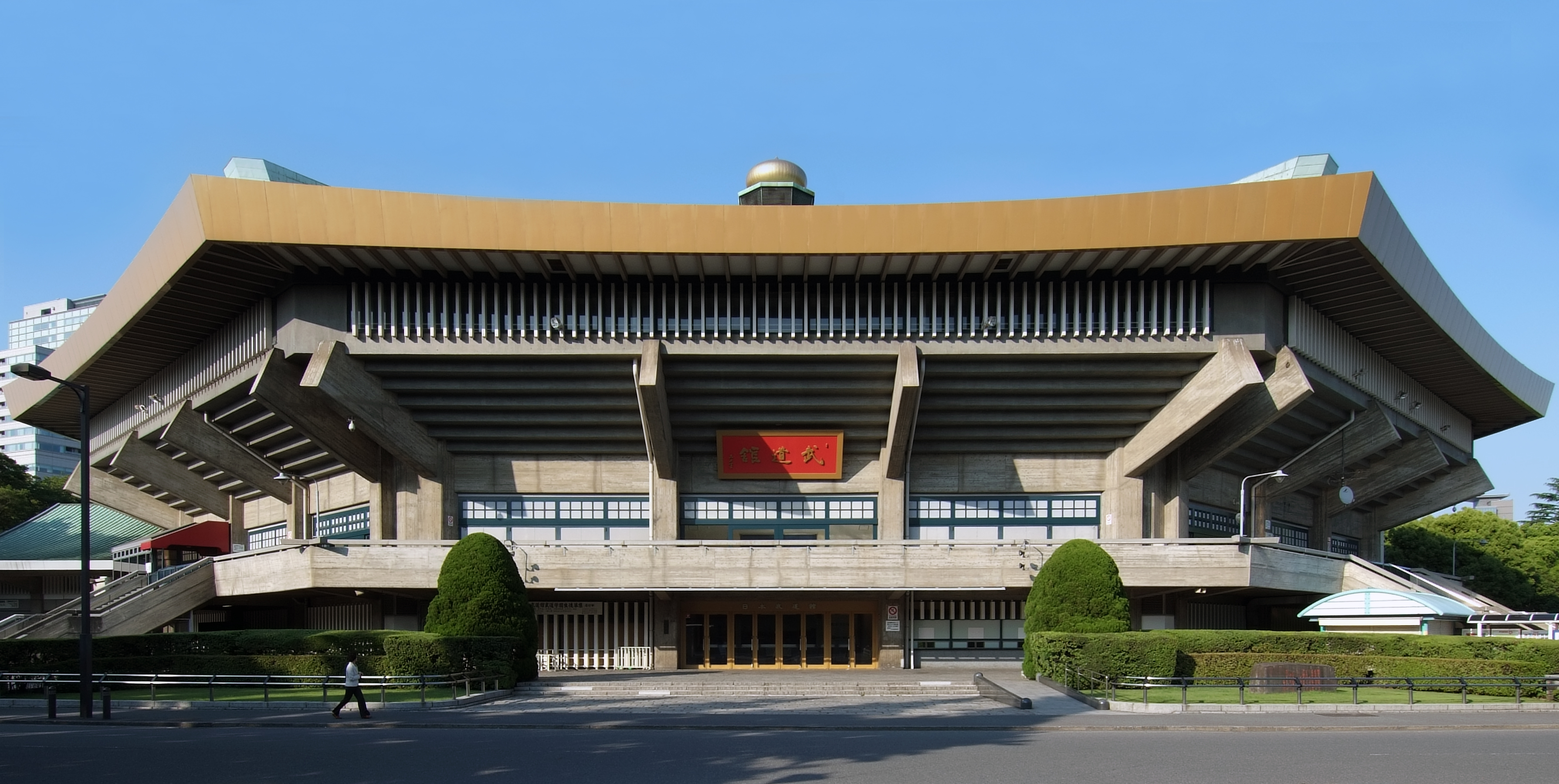
Nippon Budókan

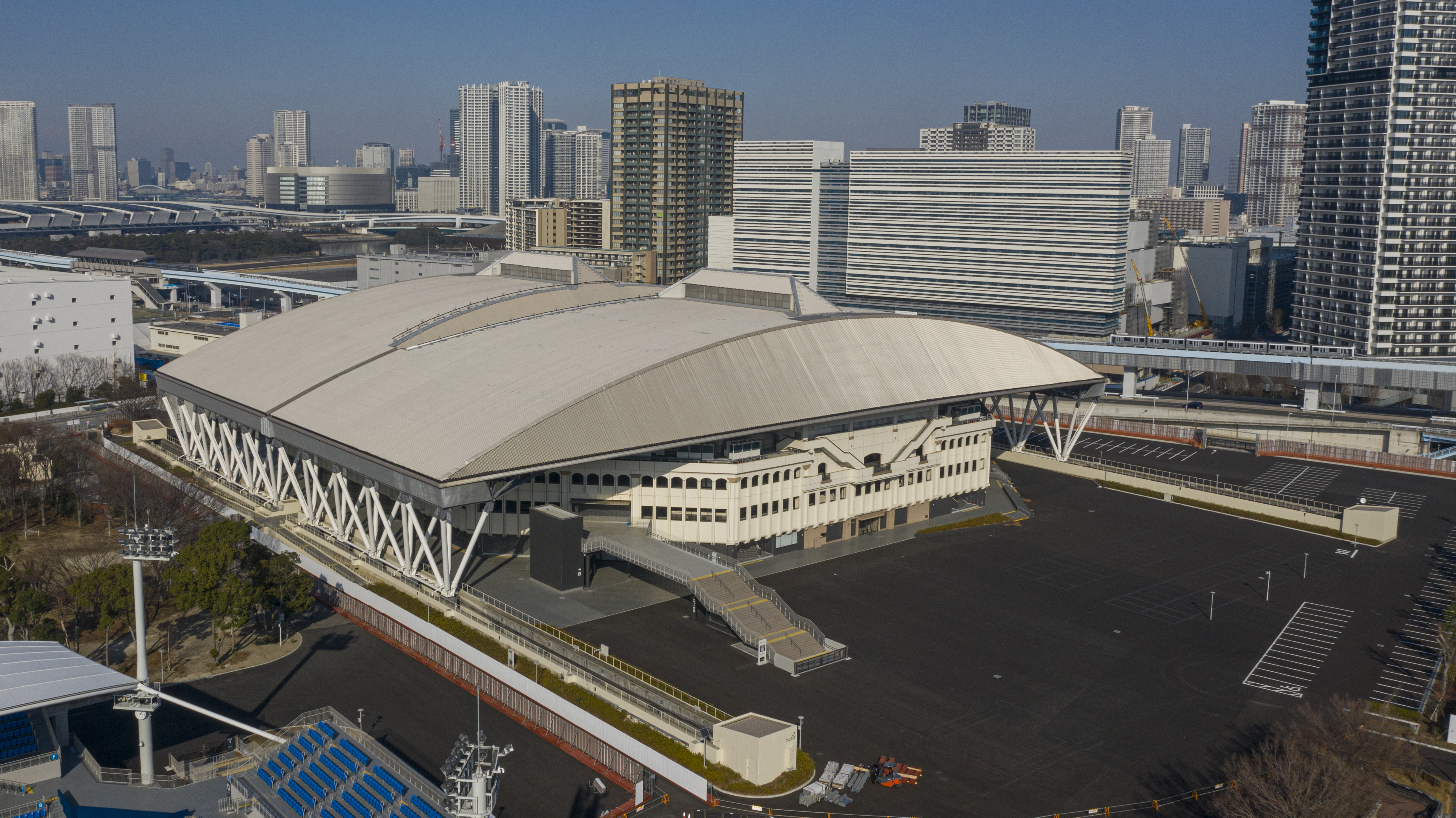
Ariake Coliseum

### Památková zóna
- Olympijský stadión v Tokiu: slavnostní zahájení a zakončení LPH 2020, Atletika
- Tokyo Metropolitan Gymnasium: Stolní tenis
- Kokuricu Jojogi kjógidžó: Badminton, Ragby (vozíčkáři)
- Nippon Budókan: Judo
- Tokyo International Forum: Powerlifting
- Tokyo Equestrian Park: Jezdectví

### Tokijský záliv
- Aomi Urban Sports Venue: Fotbal (5-a-side)
- Ariake Arena: Basketbal (vozíčkáři)
- Ariake Tennis Park: Tenis (vozíčkáři)
- Dream Island Archery Park: Lukostřelba
- Makuhari Messe: Goalball, Volejbal (sezení), Taekwondo, Šerm (vozíčkáři)
- Odaiba Marine Park: Paratriatlon
- Olympic Aquatics Centre: Plavání
- Olympic Gymnastics Centre: Boccia
- Sea Forest Waterway: Veslování, Parakanoistika

### Jiná dějiště
- Musashino Forest Sports Plaza: Basketbal (vozíčkáři)
- Asaka Shooting Range: Střelba
- Izu Velodrome: Dráhová cyklistika

## Soutěže
Na XVI. Letních paralympijských hrách se bude soutěžit v celkem 22 sportovních odvětvích.

### Sportovní odvětví
| - Lukostřelba - Atletika - Badminton - Boccia - Cyklistika - Silniční cyklistika - Dráhová cyklistika | - Jezdectví - Fotbal (5-a-side) - Goalball - Judo - Parakanoistika - Paratriatlon | - Powerlifting - Veslování - Střelba - Plavání - Stolní tenis - Taekwondo | - Volejbal (sezení) - Basketbal (vozíčkáři) - Šerm (vozíčkáři) - Ragby (vozíčkáři) - Tenis (vozíčkáři) |

## Pořadí národů
| Pořadí | Země               | Zlato | Stříbro | Bronz | Celkem |
| ------ | ------------------ | ----- | ------- | ----- | ------ |
| 1      | Čína               | 96    | 60      | 51    | 207    |
| 2      | Spojené království | 41    | 38      | 45    | 124    |
| 3      | USA                | 37    | 36      | 31    | 104    |
| 4      | Sportovci RPV      | 36    | 33      | 49    | 118    |
| 5      | Nizozemsko         | 25    | 17      | 17    | 59     |
| 6      | Ukrajina           | 24    | 47      | 27    | 98     |
| 7      | Brazílie           | 22    | 20      | 30    | 72     |
| 8      | Austrálie          | 21    | 29      | 30    | 80     |
| 9      | Itálie             | 14    | 29      | 26    | 69     |
| 10     | Ázerbájdžán        | 14    | 1       | 4     | 19     |
| 11     | Japonsko           | 13    | 15      | 23    | 51     |
|        |                    |       |         |       |        |
| 44.    | Česko              | 2     | 3       | 3     | 8      |

## Česko na LPH 2020
Českou republiku reprezentovalo na LPH 2020 celkem 28 sportovců. Získali celkem 8 medailí.